# سفارت ایالات متحده آمریکا در مانیل
سفارت ایالات متحده آمریکا در مانیل (به لاتین: Embassy of the United States) یک منطقهٔ مسکونی و نمایندگی سیاسی ایالات متحده آمریکا در فیلیپین است که در مانیل واقع شده‌است.